# Simón Zerpa

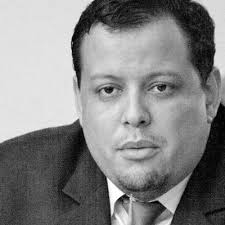
Simón Alejandro Zerpa Delgado (2017)

Simón Alejandro Zerpa Delgado (* 28. August 1983) ist ein venezolanischer Politiker. Seit dem 26. Oktober 2018 ist Simón Zerpa Wirtschafts- und Finanzminister im Kabinett Maduro.

## Herkunft und Ausbildung
Sein Vater Iván Zerpa Guerrero, ist aktuell Botschafter von Venezuela in der Volksrepublik China und war als Sekretär in der Venezolanischen Nationalversammlung enger Mitarbeiter von Cilia Flores während ihrer Amtszeit als Präsidentin der Nationalversammlung. Simón Zerpa hat ein Studium in Internationalen Beziehungen mit einem Aufbaustudium im Internationalen Verfassungsrecht absolviert.

## Karriere
Zerpa war „external director“ der Petróleos de Venezuela (PDVSA) und bis Februar 2018 PDVSA-Vizepräsident mit dem Zuständigkeitsbereich Finanzen. Diesen Posten musste er jedoch abgeben, da er seit 26. Juli 2017 zu dem Personenkreis der von den USA sanktionieren Venezolanern gehört; bei ihm ging es laut Reuters um Korruption.